# Mazinger Z vs. Devilman
 Mazinger Z vs. Devilman  (マジンガーZ 対 デビルマン Mazinger Z tai Devilman?) es una película animada de 1973 producida por Toei Animation que forma parte y mezcló a dos series entonces populares del Anime, Mazinger Z y Devilman, que fueron creadas por el artista Gō Nagai, ambas serie linealmente no tenían nada que ver una con otra pero en éste filme se unen las líneas argumentales de ambas series y personajes. El título de tal filme realmente se refería a "Mazinger Z y Devilman" ya que no pelean entre ellos, sino más bien juntos en la línea argumental. El término VS. se refería a ésta mezcla de series y duelo de popularidades de las series de Gō Nagai.
En España la película fue licenciada y distribuida por Selecta Visión y también fue emitida en algunos canales de televisión.

## Argumento
La historia comienza con una batalla entre bestias mecánicas desconocidas del Doctor Infierno y Mazinger Z con Afrodita A. Los héroes ganan, pero la batalla libera accidentalmente a un demonio femenino gigante llamado Siren que emerge de abajo de la tierra. El Demonio se va volando antes de que puedan hacer cualquier cosa sobre él, no sin antes amenazar a la raza humana sobre la maldad que se avecina. No obstante a lo lejos Akira Fudo la ve y se transforma en Devilman para volar detrás de ella. El Dr. Hell, que observó la batalla, concluye que Shiren es parte de la Tribu de demonios que según una leyenda, gobernó la tierra desde tiempos muy remotos antes de la llegada del hombre. 
Usando a una fortaleza voladora llamada Navalón, exclusiva para esta película junto con su súbdito el Barón Ashler siguen a Siren a las montañas de Himalaya, donde se hallan los restos de la tribu demoníaca. El Dr. Infierno ayuda a liberar a algunos de los demonios con uno de sus robots y hace un pacto con ellos para ayudarles para derrotar a su enemigo, Devilman, si le ayudan a derrotar Mazinger, esto después de realizarles un lavado de cerebro con un control telepático. Sin embargo no se dan cuenta de que Devilman ha espiado en su conversación. Más adelante, Akira advierte a Koji sobre esto pero además de prevenirle que Mazinger es débil a los ataques desde el cielo al no poder volar y que es un montón de hojalata que no vale para nada ante tal amenaza; esto lleva a los dos adolescentes de mal genio a competir en motocicletas para que uno u otro se retracte. 
Mientras tanto los científicos e ingenieros del Laboratorio de Investigaciones Fotoatómicas, están trabajando ya en solucionar la desventaja Mazinger contra sus enemigos al no poder volar, por lo que están a punto de concluir el diseño e implementación de un par de alas gigantes turbopropulsadas con motores jet que se acoplan externamente al robot, a éste artefacto le llamarían Jet Scrander. Sin embargo uno de los demonios les ha espiado e informa esto al Dr. Infierno, quien envía a un demonio y a Siren para destruir el Jet Scrander. Los científicos del laboratorio reciben un ataque sorpresivo de ambos demonios y atrapan a varios de ellos.
Koji es atrapado por uno de los tentáculos del demonio Mogu, pero logra disparar su pistola de rayos incinerando varios tentáculos. Siren mientras tanto aprovecha para destruir casi por completo el Jet Scrander y escapa tomando a Shiro y Sayaka como prisioneros. Sobrevolando la montaña Shiren deja caer a sus cautivos desde enorme altura para que sean despedazados por las puntas de los carámbanos en las cumbres. En último instante aparece Devilman, quien los rescata. Koji, que iba tras ellos, ve el cambio de Akira en Devilman y así descubre el secreto.
Las fuerzas combinadas del Dr. Infierno y los demonios atacan el laboratorio fotónico y Devilman vuela para ayudar a defenderlo, tratando de seguir al demonio Mogu es capturado y llevado a un lugar más allá de las nubes donde es crucificado en una cruz del hielo y torturado por los demonios por ser un traidor y desertor de su tribu. Tan pronto como es reparado el Jet Scrander,  Koji lo utiliza para alzar a su robot sobre los cielos. Comienza entonces la batalla y  Koji mata a varios los demonios, entre ellos a Siren a quien le cercena parte de la cabeza atravesándola por un gran carámbano puntiagudo de hielo. Tras esto libera a Devilman y finalmente destruye la fortaleza Navalon del Dr Infierno, obligándolo a escapar. 
Akira revela a Koji que es un miembro desertor de la tribu demoníaca y lucha para proteger humanidad ya que alcanzó a comprender los sentimientos humanos de los cuales los demonios carecen. La película termina con Koji y Akira en buenos términos, con los dos volando junto a la puesta del sol.

## Personajes
- Humanos:
  - Kōji Kabuto (兜 甲児 Kabuto Kōji?): Piloto del Mazinger Z
  - Akira Fudo (?): El mortal que unió su cuerpo a un demonio para poder controlarlo.
  - Doctor Hell (ドクター・ヘル?):  Científico que desea postar el mundo a sus pies .
  - Barón Ashura (アシュラ男爵  Ashura dansahku?): Lugarteniente del Doctor Infierno
- Robots:
  - Mazinger Z ( マジンガーZ?): El robot que se enfrenta a los brutos mecánicos que el Doctor Infierno envía para conquistar el mundo.
  - Afrodita A (?):Compañera del Mazinger Z
- Demonios: 
  - Devilman (デビルマン?): 
  - Siren (?): Demonio con aspecto de Arpía.
  - Mogu (?) : Un demonio tentacular.

## Voces originales
- Koji Kabuto: Hiroya Ishimaru[2]
- Akira Fudoh/Devilman: Ryouichi Tanaka
- Madame Shiren: Kyoko Satomi
- Doctor Infierno: Kousei Tomita
- Barón Ashura (Female):Haruko Kitahama
- Barón Ashura (Male): Hidekatsu Shibata
- Profesor Gennosuke Yumi: Jōji Yanami
- Sayaka Yumi: Minori Matsushima
- Dr. Sewashi: Hiroshi Ohtake
- Dr. Nossori / Máscara de Hierro: Kouji Yada
- Shiro Kabuto: Kazuko Sawada
- Monstruo Pugo: Shoji Aoki
- Boss: Hiroshi Ohtake
- Nuke /Zannin: Kousei Tomita
- Mucha: Isamu Tanonaka
- Alphonse: Ichirō Nagai
- Pochi: Jōji Yanami
- Mashogun Zannin: Kiyoshi Kobayashi